# Баїшево (Аургазинський район)
Баї́шево (рос. Баишево, башк. Байыш) — присілок у складі Аургазинського району Башкортостану, Росія. Входить до складу Ібраєвської сільської ради.
Населення — 54 особи (2010; 49 в 2002).
Національний склад:
- татари — 100%